# 小島功
小島 功（こじま こお、1928年3月3日 - 2015年4月14日）は、日本の漫画家、イラストレーター。本名は同じ漢字表記で、読みは「こじま いさお」。
「漫画界一の流麗な線描」と評された画風を特徴とし、エロティックな女性が登場するマンガやイラストを数多く発表した。日本漫画家協会の設立に尽力し、常務理事、社団法人時代の理事長（第4代）、会長、公益社団法人時代の名誉会長を歴任した。

## 経歴

### 生い立ち
東京府東京市下谷区（現在の東京都台東区）根岸で、9人きょうだいの長男として生まれる。生家は軍服や航空機のカバーの下請け生産工場を営んでいた。家業の拡大のため、一家は小島が10歳のときに荒川区尾久へ移り、小島は荒川区立尾久西小学校へ転校した。担任教師が画家の大河内幸俊であった影響で絵に興味を持つ。また、胸膜炎のために自宅療養中、田河水泡『のらくろ』、島田啓三『冒険ダン吉』、中村書店の単行本シリーズにおける謝花凡太郎作品などの児童漫画や、横山隆一、近藤日出造、杉浦幸雄などの大人向けナンセンス漫画に親しむ。
やがて自身でも漫画を描くことを楽しむようになり、漫画家になりたいと大河内に相談したところ、「黙って五年間、石膏デッサンをやりなさい」と川端画学校を紹介され、1943年に入学。高等小学校卒での入学で、最年少の生徒だった。同校では加藤芳郎と同級であった。同時に、須山計一監修の通信講座「漫画家養成講義録」を受講し、月報の投稿欄の採用常連となって自信をつけた。また、母親が「一人前の画家になるには（略）教養をつける必要があろう」と、早稲田大学仏文科の学生（のち同校教授）の石井美久（石井直方の父）を家庭教師につけ、小島は石井から美術史や文学を学んだ。小島はのちに「あの先生のおかげで、僕は知的な面で大人になれた」「知性を身につける術を教えてもらった」と語っている。その後、太平洋美術学校に進んだものの、同校を中退。
1945年3月10日の東京大空襲で小島一家は自宅を失い、埼玉県大里郡深谷町の親類宅に避難。のち小島のみ、浅草寺の支院で、当時の小島家の菩提寺である妙徳院へ身を寄せ、終戦を迎えた。妙徳院の住職が浅草寺の執事長になったことにともない、小島も浅草寺に転じ、浅草寺の寺務員となり、「このまま僧として勉強していけば（略）生活は安定する」とすすめられたが、漫画家の夢をあきらめ切れない小島は誘いを断った。

### プロデビュー、独立漫画派
小島は復員した加藤芳郎と再会し、山本一郎、六浦光雄らとともに若手投稿漫画家グループ「前衛漫画会」を結成。小島は草履に絵をつける内職のかたわら、「小島慈一郎」のペンネームで、『新報知』『新夕刊』など新興の新聞・雑誌に投稿を開始した。当時の新聞・雑誌は漫画を描く人材が払底しており、「持って行きさえすれば買ってくれた」という。前衛漫画会は主力の加藤・山本・六浦が早々にプロデビューを果たし、自然消滅。小島ら残されたメンバーは若手の研究団体「東京漫画人集団」に加入した。この頃、東京漫画人集団で知り合った関根義人の務める会社が刊行していた『スポーツ新聞』という名のスポーツ新聞の編集を手伝う。
小島は1947年、「東京漫画人集団」の解散を機に、発表の場を独占している状態にあった、既存の漫画家グループ「漫画集団」に対抗するため、関根義人、中島弘二、馬場辰夫らと若手の投稿漫画家によるグループ「独立漫画派」（独漫派）を結成。のちにやなせたかし、長新太、久里洋二、針すなおらが加入する。小島ら「独立漫画派」は当初、既存雑誌より原稿料が安く、不安定な経営状況だったいわゆるカストリ雑誌を発表の場としていた。彼らは『新漫画』という雑誌に連載の仕事を得たが、同誌が6号で廃刊になるといった経験をしている。彼らの才能に目をつけた、新太陽社の編集者・吉行淳之介が、自身が編集長をつとめていた『モダン日本』に独立漫画派の発表の場を与えたほか、個人的に生活を援助した。この頃小島は、杉浦幸雄の「風俗漫画」における女性の描写にあこがれ、美人画に傾倒しはじめており、吉行が小島の作風を理解し、「僕（引用注：小島）に初めて女を描かせた」という。
1949年、『新夕刊』で連載を持っていた関根の紹介で、同紙の編集部に就職し、記事のカット（挿絵）を担当した。同年、漫画『ネバさん』で連載デビュー。
独漫派は、吉行が移籍した三世社の『読切倶楽部』でも毎月依頼を受け、各メンバーが生活を安定させた。この時期の小島個人の依頼は挿絵が多く、「挿絵画家にされるのがいやでコマ漫画を描き始めた」。また小島は、伸び悩む独漫派の若手メンバーに発表の場を与えるために、同人誌『がんま』を創刊した。数千部印刷したが、あまり売れず資金に行き詰まり、7号で廃刊した。これは（生原稿を郵送で回覧する方式だった『墨汁一滴』のような形式のものを除けば）日本初の漫画同人誌とみなされている。

### 漫画家協会の設立
小島は「あらゆる分野の漫画家たちが一同に介し、社会的活動を通じてお互いを認識し表現者として安心できる環境づくり」を目指すため、すべての漫画分野を対象とする職能団体の必要性を感じ、「漫画界全体の大同団結」を望むようになった。1959年、独漫派は存続派と解散派の不和が深刻化し、総会での投票によって解散が決定していた。この前後に小島は何度も「漫画集団」に誘われて、そのたびに固辞していたが、「漫画家の健康管理や著作権問題を団体で解決する」ことを条件に、1963年11月、漫画集団に加入する。
小島の試みは、1964年の日本漫画家協会設立で結実する。小島は協会の初代事務所として、かつて独漫派の共同事務所だった貸しビルの1室を提供した。協会設立後は、著作権者に無断でキャラクター商品を製造・販売したり、漫画家に原稿料の未払いを続けたりする各企業に抗議を申し入れる活動を地道におこない、「漫画家の地位と福祉向上」につとめた。日本漫画家協会では理事、常務理事（1971年4月）、初代総務部長（1985年12月）を歴任したのち、1992年6月に、加藤芳郎の後任として第4代理事長に就任した。2000年5月、理事長を退任してやなせたかしに引き継ぐとともに、自身は会長となった。2011年には名誉会長に就任した。

### 円熟期・晩年
1956年より、『アサヒ芸能』（徳間書店）で、連載漫画『仙人部落』を開始。1974年からは『ビッグコミックオリジナル』（小学館）で『ヒゲとボイン』の連載を始め、いずれも晩年まで続いた長期連載となった。1980年からは朝日新聞の政治漫画を担当した。
1965年に、自身の制作事務所「コオプロ」を設立。1973年には劇画の隆盛に対抗するため、加藤芳郎とナンセンス漫画復権を目指す同人誌『ユーモリスト』を発刊した。
漫画連載のかたわら、テレビタレントとしても活動した。1964年、東京12チャンネル（現・テレビ東京）開局と同時に開始されたニュースワイド番組『朝日新聞・ワイドニュース』にレギュラー出演し、時事問題を風刺したイラストを発表した。また、1965年より約18年にわたって、日本テレビ放送網の深夜番組『11PM』にレギュラー出演した。同番組ではとぼけたキャラクターで大橋巨泉・朝丘雪路らとのミニコント風のやりとりを披露し、お茶の間の人気を呼んだ。
1974年に日本酒メーカー・黄桜のマスコットキャラクター「河童」のキャラクターデザインを初代デザイナーの清水崑から引き継ぎ、素朴な清水のイラストとは対照的な、セクシーな「女かっぱ」などのデザインを手掛け、キャラクターを用いたアニメーションによるテレビCMが長く放映された。
1976年から1997年にかけては、都民の日（10月1日）に都営施設へ無料で入れる「カッパバッジ」をデザイン（こちらも清水崑から引き継いだ）。また、1984年から2014年にかけて下呂温泉の観光PRポスターのイラストを手掛けた。
2014年11月に脳出血で倒れ、2015年4月14日朝、東京都内の病院で死去した。墓所は寛永寺。

### 受賞歴
- 1968年 第14回文藝春秋漫画賞（『日本のかあちゃん』『7-8=1』）[1][10][4][5] - 昭和生まれの漫画家として初の受賞[2]。
- 1990年 紫綬褒章[2][4]
- 2000年 勲四等旭日小綬章[2][4][21]

## 人物

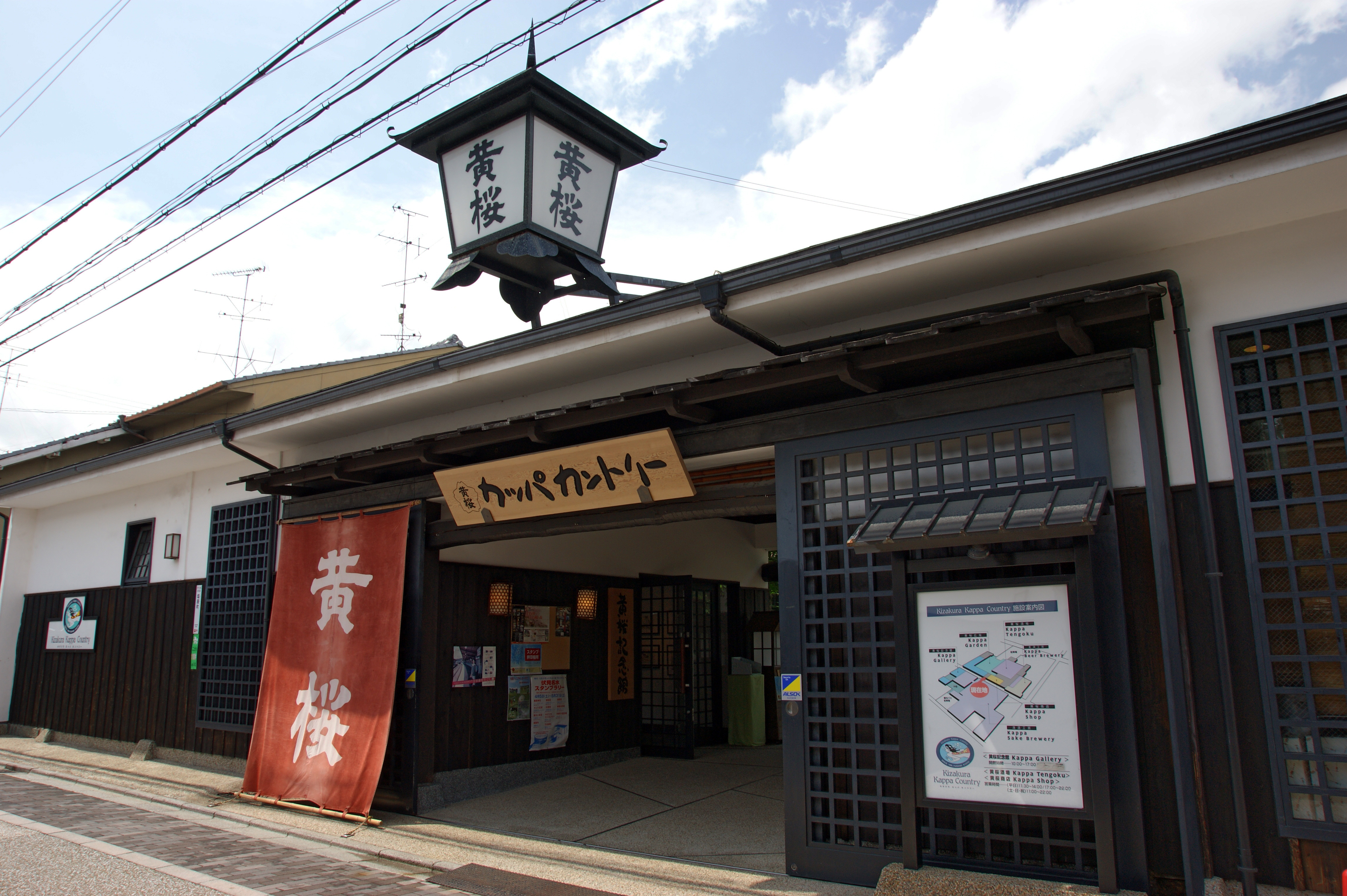
小島功の作品を展示するキザクラカッパカントリー

ペンネームについて
ペンネームの読み表記は「こう」ではなく「こお」としていた。
家族・親族
- 安野モヨコ（姪） - 漫画家
  - 庵野秀明（義甥＝安野モヨコの夫） - アニメーター、映画監督

## 作品

### 連載
- 仙人部落（アサヒ芸能、1956年 - 2014年）
  - 仙人部落（大和書房ペンギン・ブックス 1965年）
  - 仙人部落 特選集（徳間書店 1967年）
  - 仙人部落（三月書房ダッシュコミックス 1980年）
- 黒猫ドン（週刊サンケイ 1957年 - 1959年）
- 『漫画サンデー』表紙画（1960年 - 1970年）
- あひるヶ丘77（週刊サンケイ 1961年 - 1987年）
  - あひるヶ丘77（集団形星 1967年）
    - あひるヶ丘77（けいせい 1975年）
- 俺たちゃライバルだ!（漫画サンデー 1960年 - 1966年）
  - 俺たちゃライバルだ!（講談社 1966年）
  - 俺たちゃライバルだ!（小学館文庫 1977年）
- 2コマテレビ（サンケイスポーツ 1963年）
- 女中さん美人ネ（旅 1964年 - 2000年）
- 日本のかあちゃん（漫画サンデー 1966年 - 1978年）
  - 日本のかあちゃん（実業之日本社ホリデー新書 1966年）
- うちのヨメはん（週刊現代 1967年 - 1985年）
- オシャカ坊主列伝（週刊漫画アクション 1967年 - 1973年）
  - オシャカ坊主列伝（双葉社アクションコミックス 1973年）
- ヒゲとボイン（ビッグコミックオリジナル、1974年 - 2011年）
  - ヒゲとボイン（エンターブレインBeam comix 2004年）
  - ヒゲとボインForever（KADOKAWAビームコミックス 2015年）
- コオ釈西遊記（漫画サンデー 1978年 - 1984年）
  - コオ釈西遊記 1 -2（実業之日本社マンサンコミックス 1984年）
- 女武芸帖（小説宝石 1974年 - 2000年）
- ファミリーONE → うわさの家族（北日本新聞 1981年)
- まぼろしのママ（ビッグコミック 1984年）

### 作品集・描き下ろしなど
- こみっく・ちゅうしんぐら（講談社 1966年）
- OH!大先輩（コダマプレスKodama diamond comics 1966年）
- やとわれ夫人（講談社 1966年）
- 現代漫画 第1期 7 小島功集（筑摩書房 1969年） - 仙人部落／俺たちゃライバルだ!／あひるヶ丘77／2コマテレビ／日本のかあちゃん／うちのヨメはん／My name ナツ子／手品師のハンカチ／7-8=1／赤ずきん／黒猫ドン
- 孤島ナンセンス（奇想天外文庫 1976年）
- 絵本 美わしのひめみこ（双葉社 1979年）
- 日本遊女考（日本文芸社ゴラク・コミックス 1979年）
- 小島功美女画集 画業満六〇年・喜寿記念（青林堂 2005年）

### 共著・イラスト提供など
- 映画『アニメラマ クレオパトラ』（日本ヘラルド 1970年） - キャラクターデザイン
- 長恨歌（白居易／上田学而訳 ノーベル書房 1970年） - イラスト
- 猫が通れば道理引っ込む - 競作エッセイ集
- 100%の夫婦愛 夫とのいい関係を作る80の話（「愛」編集部 芸術生活社 1988年） - イラスト
- フレーベル館の中学年童話 1 春がつれてきた男の子（はやしたかし フレーベル館 1990年）